# 이창현 (축구 선수)
이창현(1999년 6월 23일 ~ )는 대한민국의 축구 선수로, 포지션은 수비수이다.